# 甜到翻
《甜到翻》是美国歌手爱莉安娜·格兰德的第四张录音室专辑，由聯眾唱片发行于2018年8月17日。本专辑为她的2016年第三张录音室专辑《危险女人》的续作，本作有法瑞尔·威廉姆斯，妮琪·米娜和蜜西·艾莉特助阵献声。
专辑凭借开周二十三万一千个专辑等价单位空降美国《公告牌》200榜榜首，是爱莉安娜在美国第三张夺冠的专辑并且是她职业生涯中开周最佳成绩的作品，同样登顶在全球一些专辑排行榜，包括澳大利亚、澳大利亚、比利时、加拿大、爱尔兰、意大利、新西兰、挪威、葡萄牙、西班牙、瑞典、瑞士和英国，并获得英国的金牌销量认证。
专辑催生出三首进入美国排行榜前二十的单曲。首发主打单曲《淚已流乾》与音乐视频于2018年4月20日推出，空降《公告牌》Hot 100榜第三位。专辑于2018年6月20日开始预购，同日妮琪·米娜助阵的宣传单曲《曙光来临》推出。第二首主打单曲《上帝是女人》于2018年7月13日推出，最高排行榜第八位。第三首主打单曲《呼吸》空降第二十二名，最高第十三位。
2019年2月10日，在第61屆葛萊美獎中，《甜到翻》獲得了「最佳流行演唱專輯」，讓亞莉安娜獲得首座葛萊美。

## 背景和录制
2016年11月13日，爱莉安娜在Snapchat上表示她已经完成了她第四张专辑。后来她又解释道“我不是专辑完成的意思，我没着落，只是恰巧有一堆我超级喜欢的歌。我一直没有松懈并且灵感不断。”2017年12月，她确认她还在制作专辑。
爱莉安娜的经纪人斯科特·布劳恩告诉杂志《综艺》专辑中拥有更加成熟的歌声：“现在（爱莉安娜）是唱出定义她的歌曲的时候了...... 惠特妮，玛丽亚，阿黛尔 - 一开口人们就知道是她们的歌。爱莉安娜拥有着强大的歌喉；她的歌曲横行天下的时候到了。”法瑞尔·威廉姆斯对《洛杉矶时报》表示：“该说的（爱莉安娜）都在专辑中都说了，这是个漂亮的新起步。”之后确认专辑有与制作人马克斯·马丁和萨万·科特查合作。2017年12月28日，爱莉安娜分享了几张当年她在录音室的照片。一周后，爱莉安娜在她的Instagram上分享了专辑的歌曲片段，后来证实是《美好将至》。
2018年4月16日，据报道因为与波斯特·马龙4月27日发行的专辑冲突，因此首发单曲可能会将延至2018年4月20日发行。2018年4月17日，爱莉安娜宣布首发主打单曲《淚已流乾》于2018年4月20日发行。
在节目《今晚秀》上，爱莉安娜宣布专辑名为《甜到翻》。她解释道专辑名的含义“这像是为某种处境或是某人生活带来光芒，或是点亮你的生活的某个人，或是甜上加甜。”萨姆·兰斯基在2018年5月杂志《时代》上发表的封面文章中指出，专辑是爱莉安娜第一次“创作引领”2018年5月下旬，她宣布专辑将收录十五首曲目并且有三首与法瑞尔·威廉姆斯，妮琪·米娜和蜜西·艾莉特合作。
2018年6月初，爱莉安娜在Wango Tango上宣布专辑将于6月20日预售开启，歌曲《曙光來臨》也会随之推出。第二首主打单曲《上帝是女人》最初定在2018年7月20日发行，然而后来更改提前一星期于7月13日发布。在专辑发行之前，杂志《大西洋》的斯宾塞·科恩伯评价专辑中的前三首单曲“引起了反抗感和对消逝的畏惧......（一种）伪唯灵论和深藏不露的创新。......格兰德的音乐和视频散发出（令人陶醉，无畏的信心）。”

## 音乐和作曲
《甜到翻》主要收录了流行、节奏布鲁斯和陷阱流派歌曲，其中节奏和制作中存在浩室、放克、新灵魂和嘻哈元素。专辑中的和声和旋律各有不同，收录了几首uptempo歌曲和多数节奏不同的伤情芭乐。专辑探索了多种其他音乐流派，包括热带浩室、电子舞曲、合成器流行和受极简抽象的都市节奏。来自Allmusic的斯蒂芬·托马斯·厄勒温表示，专辑“加深了2016年专辑《危险女人》中对节奏布鲁斯的意向。”在接受Zach Sang的采访中爱莉说到：“听着，我最喜欢的是当中设下的音乐概念，就是用我甜美的低音唱出所有的一切。”

## 制作和作詞
专辑的序曲是一段38秒的阿卡贝拉《淚滴（天使哭泣）》，原唱是四季合唱团，由鲍勃·高迪奥创作。歌曲完全展现了爱莉安娜的歌唱功底。《閃耀》是一首受放克影响的快节奏歌曲。法瑞尔·威廉姆斯参与助阵演唱和背景和声，同样为歌曲制作。歌名首次在Twitter上由爱莉证实。歌词讲的是“爱一个人并在一起”。《曙光来临》融合了嘻哈和节奏布鲁斯元素。爱莉安娜在快速的鼓点和合成器声营造出“骚动的节奏”下重复唱着“The light is coming / to give back everything the darkness stole”。歌曲选录了2009年发生在宾夕法尼亚州的一次市政会议上一名男子对前参议员阿伦·斯佩克特喊叫的有线电视新闻网档案短片（“You wouldn't let anybody speak for this and instead!”）。以色列·达拉莫拉描述歌曲是首“glitchy，thumping”的舞曲，其中小段突出了爱莉安娜的“童谣式旋律”《美夢》是一首平滑嘟·喔普节奏打底的节奏布鲁斯歌曲。歌名取自“快速动眼期（rapid eye movement）”，在其间会发生难忘和生动的梦境。爱莉在节目《今夜秀》中接受吉米·法伦的采访里承认《美夢》是她最喜欢的歌曲。后来她在Twitter上证实《美夢》是改编自碧昂丝的样本《Wake Up》，是同名专辑中的弃曲。
《上帝是女人》的歌词是关于女性性权力和灵性。杂志《时代》描述歌曲是“一首圣歌般，迷人的燃曲。”一首陷阱-流行歌曲，《上帝是女人》也受到雷鬼的影响，并以E♭小调演唱，速度为每分钟72至76拍。同名歌曲《甜到翻》是爱莉安娜为专辑录制的第一首歌曲，像《美夢》一样伴奏中有法瑞尔的声音填充着。作为一首陷阱启发的歌曲，副歌中有象征赋权的歌词“When life deals us cards / Make everything taste like it is salt / Then you come through like the sweetener you are.”《圓滿》是一首启发自九十年代音乐的新灵魂歌曲，具有福音和陷阱的元素。歌词讲的是“女孩们对自己个人的成功感到满意。”《無時無刻》是一首“陷阱流行”歌曲，包含了流行说唱的副歌。《呼吸》是一首受合成器流行影响的流行舞曲，由作曲家彼得·斯文森创作。报纸《独立报》称歌曲是“感情强烈的亮点”并且这是一个“精神状况愈加愈好，单纯的流行节拍。”歌词讲的是爱莉安娜对焦虑努力克服。
《淚已流乾》是一首带有英式车库节奏的迪斯科流行舞曲，并且是专辑的首张主打单曲。歌词是关于2017年曼彻斯特竞技场爆炸事件。美国说唱歌手米西·艾略特助阵献声的《界線》是一首九十年代当代节奏布鲁斯歌曲。是爱莉安娜在专辑中的最喜欢的之一。《更好》是一首讲述一种毒性关系的强力情歌。《道聲晚安》是一首受热带 低沉浩室影响的电子舞曲。选录了伊莫珍·希普自写自唱的歌曲《Goodnight and Go》。伊莫珍在杂志《公告牌》的采访中讲道“感觉就像是个礼物”，她接着说道：“当一个有名的人拾起一首已经过时的歌曲并赋予它第二次生命时，就是一个真正的礼物。我认为她做了一个可爱的版本。”《皮特·戴維森》是专辑里的插曲，制作上拥有陷阱和嘻哈风格。歌词讲的是她当时的未婚夫皮特·戴维森。《美好将至》是一首拥有轻松的节奏布鲁斯节奏的灵魂芭乐。结尾的40秒无声是为了纪念曼彻斯特竞技场爆炸事件中的二十二名受害者。

## 宣传
爱莉安娜在2017年12月31日分享了一段取自专辑的歌曲片段，便消失在所有社群媒體。2018年4月17日，爱莉安娜在社群媒體上預告专辑的首发主打单曲《淚已流乾》于2018年4月20日与音乐录影带一并释出。以DJ凯戈的嘉宾在科切拉音乐节上首次演唱歌曲。爱莉安娜于2018年5月1日的节目《今晚秀》上演唱了《淚已流乾》之后，透露出专辑名和几条歌名。同样于2018年5月20日的2018年告示牌音乐奖开场上演唱歌曲。 2018年6月2日，爱莉安娜在加州Wango Tango上演唱了歌曲《淚已流乾》和片段《曙光來臨》。2018年8月8日，她宣布展开与美国运通在美国合作定期三天名为The Sweetener Sessions的宣传音乐会。
爱莉安娜还公布了宣傳《甜到翻》及《謝謝, 下一位》的世界巡演，名为Sweetener World Tour的巡回演出计划于2019年3月18日启动。

## 主打单曲
专辑的首发主打单曲《淚已流乾》于2018年4月20日与其音乐视频一并推出。歌曲空降《公告牌》Hot 100榜第三位，是她第九张Hot 100前十并是第六张空降Hot 100前十的单曲，与Lady Gaga与蕾哈娜并列为最多前十首单艺人。爱莉安娜便成为了在Hot 100榜六十年历史中第一位拥有前四张专辑首发主打单曲空降前十的歌手。总而言之，歌曲同样于2018年7月夺冠Mainstream Top 40榜榜首 ，夺冠九个其他国家的排行榜，前十其他二十个国家地排行榜。
第二支主打单曲《上帝是女人》于2018年7月13日发行，半天后音乐视频播出。单曲空降Hot 100榜第十一位 ，便是爱莉安娜第十首该榜前十的歌曲，爱莉安娜便成为10年代中拥有最多前十单曲的第十二位艺人和第七位女艺人。同时是专辑中第二首夺冠Mainstream Top 40电台榜的歌曲。
第三支主打单曲《呼吸》于2018年9月18日被派送至美国当代流行电台。歌曲空降Hot 100榜第二十二位，之后最高第十三位。

### 宣传单曲
妮琪·米娜助阵演唱的宣传单曲《曙光来临》于2018年6月20日发行，同时专辑开始接受预购。歌曲空降Hot 100榜第九十五位，在专辑发行后最高第八十九位。

## 乐评要点
| 綜合得分       | 綜合得分 |
| 來源           | 評分     |
| -------------- | -------- |
|                | 7.5/10   |
|                | 81/100   |
| 評論得分       |          |
| 來源           | 評分     |
| Allmusic       | [ 27 ]   |
| 《每日电讯报》 | [ 4 ]    |
| 《娱乐周刊》   | A–       |
| 《卫报》       | [ 67 ]   |
| 《独立报》     | [ 84 ]   |
| 《爱尔兰时报》 | [ 85 ]   |
| 《新音乐快递》 | [ 51 ]   |
| 《Pitchfork》  | 8.1/10   |
| 《滚石》       | [ 26 ]   |
| 《泰晤士报》   | [ 86 ]   |

以Metacritic上的100分评级标准，结合二十条点评，专辑的平均评分为81分，为“普遍赞赏”。
报纸《纽约时报》的记者乔恩·帕雷莱斯 写道，爱莉安娜的歌声“可以如丝般，喘息般或是尖锐般，突然来段长段melismas或是简短的节奏布鲁斯乐句；总是柔软的和空灵的，从来没掐脖子。......爱莉安娜女士取胜了过去或现在的任何战斗。她的沉着是她的胜利。”杂志《滚石》的布列塔尼·斯潘诺斯把专辑称作“是一个令人耳目一新的，有凝聚力的一揽子……（制作人的方法让）爱莉安娜在陷阱乐句下轻松的找到除了她对百老汇歌剧的其他天赋”；综述“专辑充满情感的情歌和其他人的痛苦心情”。布列塔尼得出结论，这是爱莉安娜的“最佳专辑”，也是迄今为止2018年最强劲的流行专辑之一。报媒《独立报》的凯特·所罗门点评歌曲“往往是出乎意料的，有时是一种好的方式，这是一位不断变化的艺人的专辑 - 试图向前迈进同时不愿完全舍弃旧理念”
杂志《新音乐快递》的道格拉斯·格林伍德认为专辑是“（一张）充满自信，杰出，有时出其不意的热曲集合，证明她并不羞于实验”他还认为，“有一些关于《甜到翻》的歌曲，你很乐意供在架子上。”同样报媒《卫报》的亚历克西斯·彼得里奇说道“她与菲董的合作确实突破了界限。但他们让专辑的其余部分有点妥协主流的感觉。”他认为专辑“不平衡”，试图平衡爱莉安娜称之为“奇怪”的歌曲。亚历克西斯认为“还有可以使用更多的流行音乐作为《甜到翻》的亮点。”
报媒《每日电讯报》的尼尔·麦考密克认为”歌曲的质量很高，尽管有些时候他们可能会努力证明青少年女王现在都长大了”并且说道，“走现代，品牌，爆火流行专辑的路线，《甜到翻》是个令人愉快的甜点。然而，他认为助阵的说唱歌手妮琪·米娜和米西·艾略特“听起来像是用陈词滥调来打发人。”

## 榮譽
| 公佈                         | 榮譽                  | 等級 | 參文   |
| ---------------------------- | --------------------- | ---- | ------ |
| 《告示牌》                   | 2018年度50张最佳专辑  | 1    | [ 88 ] |
| 《Complex》                  | 2018年度最佳专辑      | 4    | [ 89 ] |
| 《娱乐周刊》                 | 2018年度20张最佳专辑  | 3    | [ 90 ] |
| 《Flavorwire》               | 2018年度最佳专辑      | 4    | [ 91 ] |
| 《The Line of Best Fit》     | 2018年度最佳专辑      | 13   | [ 92 ] |
| 《纽约时报》 （乔恩·帕里斯） | 2018年度28張最佳專輯  | 7    | [ 93 ] |
| 《Noisey》                   | 2018年度100張最佳專輯 | 3    | [ 94 ] |
| 《NPR》                      | 2018年度50張最佳專輯  | 22   | [ 95 ] |
| Uproxx                       | 2018年度50張最佳專輯  | 5    | [ 96 ] |
| 《Stereogum》                | 2018年度50張最佳專輯  | 3    | [ 97 ] |

| 年度   | 機構       | 獎項             | 結果 | 參文   |
| ------ | ---------- | ---------------- | ---- | ------ |
| 2018年 | 人民选择奖 | 年度專輯         | 提名 | [ 98 ] |
| 2019年 | 葛萊美獎   | 最佳流行演唱專輯 | 獲獎 | [ 99 ] |

## 市场反响
《甜到翻》凭借二十三万一千个专辑等价单位的成绩空降美国《公告牌》200榜榜首，其中纯专辑销量为127,000，成了爱莉第三张夺冠美国200榜的专辑，也是她发行开周内成绩最佳的专辑，也是拥有最多点播量的女艺人非嘻哈专辑，在开周周专辑的歌曲点播总共达到了1.267亿次。爱莉的十首歌曲（《百萬名床》和九支《甜到翻》曲目）同时登上9月1日的美国《告示牌》Hot 100榜，爱莉安娜因此成为继泰勒·斯威夫特、碧昂丝和卡迪B后第四位同时上榜歌曲最多的个人女艺人。因此爱莉安娜在开周也夺冠Artist 100榜。专辑在第二周因七万五千个专辑等价单位降至第四位，第三周因五万六千个专辑等价单位下降一位。
在英国，专辑以四万五千个专辑等价单位的成绩夺冠英国专辑排行榜，是爱莉第二张在英国夺冠的专辑，也是迄今为止销售最快的专辑。专辑发行后，两支曲目冲进了英国专辑排行榜，《呼吸》空降第八位，《甜到翻》空降第二十二位，其中《上帝是女人》上升至第六位。
在澳大利亚，专辑是爱莉第三张冲进澳大利亚唱片业协会专辑榜的专辑，在同一周内，所有15首曲目都登上在澳大利亚唱片业协会单曲榜上。

## 曲目列表
| 《甜到翻》 | 《甜到翻》                                         | 《甜到翻》                                                                                             | 《甜到翻》                       | 《甜到翻》 |
| 曲序       | 曲目                                               | 词曲                                                                                                   | 制作人                           | 时长       |
| ---------- | -------------------------------------------------- | --- | -------------------------------- | ---------- |
| 1.         | 《淚滴（天使哭泣）》（Raindrops (An Angel Cried)） | 鮑伯·高迪歐                                                                                            | 伊利亚 （ 英语 ： Ilya Salmanzadeh） 马克斯·马丁 | 0:37       |
| 2.         | 《閃耀》（Blazed；法瑞尔·威廉姆斯助阵）            | 法瑞尔·威廉姆斯                                                                                        | 法瑞尔                           | 3:16       |
| 3.         | 《曙光來臨》（The Light Is Coming；妮琪·米娜助阵） | 法瑞尔 坦尼娅·玛拉奇 爱莉安娜·格兰德                                                                   | 法瑞尔                           | 3:48       |
| 4.         | 《美夢》（R.E.M）                                  | 法瑞尔                                                                                                 | 法瑞尔                           | 4:05       |
| 5.         | 《上帝是女人》（God Is a Woman）                   | 爱莉安娜 伊利亚 （ 英语 ： Ilya Salmanzadeh） 萨万·科特查 （ 英语 ： Savan Kotecha） 马克思 瑞克·戈兰森 （ 英语 ： Carolina Liar#Rickard Göransson）               | 伊利亚                           | 3:17       |
| 6.         | 《甜到翻》（Sweetener）                            | 法瑞尔 爱莉安娜                                                                                        | 法瑞尔                           | 3:28       |
| 7.         | 《圓滿》（Successful）                             | 法瑞尔                                                                                                 | 法瑞尔                           | 3:47       |
| 8.         | 《無時無刻》（Everytime）                          | 爱莉安娜 伊利亚 萨文 马克思                                                                            | 马克思 伊利亚                    | 2:52       |
| 9.         | 《呼吸》（Breathin）                               | 爱莉安娜 伊利亚 萨文 彼得·斯文森                                                                       | 伊利亚                           | 3:18       |
| 10.        | 《淚已流乾》（No Tears Left to Cry）               | 爱莉安娜 马克思 萨文 伊利亚                                                                            | 马克思 伊利亚                    | 3:25       |
| 11.        | 《界線》（Borderline；米西·艾略特助阵）            | 法瑞尔 梅丽莎·艾略特 （ 英语 ： Missy Elliott）                                                                     | 法瑞尔                           | 2:57       |
| 12.        | 《更好》（Better Off）                             | 汤米·布朗 （ 英语 ： Tommy Brown (record producer)） 昌西·霍利斯 （ 英语 ： Hit-Boy） 布莱恩·马利克·巴蒂斯特 金·“克莉丝”·克瑞斯克 爱莉安娜 | 昌西 （ 英语 ： Hit-Boy） 汤米布莱恩    | 2:51       |
| 13.        | 《道聲晚安》（Goodnight n Go）                     | 伊莫珍·希普 汤米 查尔斯·安德森 迈克尔·福斯特 爱莉安娜 维多利亚·麦卡恩斯 （ 英语 ： Victoria Monét）                  | 汤米 查尔斯 迈克尔               | 3:09       |
| 14.        | 《皮特·戴維森》（Pete Davidson）                   | 爱莉安娜 汤米 查尔斯 维多利亚                                                                          | 汤米 查尔斯                      | 1:13       |
| 15.        | 《美好將至》（Get Well Soon）                      | 法瑞尔 爱莉安娜                                                                                        | 法瑞尔                           | 5:22       |
| 总时长：   | 总时长：                                           | 总时长：                                                                                               | 总时长：                         | 47:25      |

| 日本加值曲目 | 日本加值曲目           | 日本加值曲目 |
| 曲序         | 曲目                   | 时长         |
| ------------ | ---------------------- | ------------ |
| 16.          | 《淚已流乾》（伴奏）   | 3:25         |
| 17.          | 《上帝是女人》（伴奏） | 3:17         |

| 日本豪华版（加值DVD） | 日本豪华版（加值DVD）                   | 日本豪华版（加值DVD） |
| 曲序                  | 曲目                                    | 时长                  |
| --------------------- | --------------------------------------- | --------------------- |
| 1.                    | 《淚已流乾》（音乐视频）                | 3:59                  |
| 2.                    | 《曙光來臨》（妮琪·米娜助阵；音乐视频） | 3:53                  |

注释
- 所有英文歌名都以小写格式为主题，除了曲目四五中的“R.E.M”和专有名词“God”。
- 《淚滴（天使哭泣）》翻唱了鲍勃·高迪奥（英语：Bob Gaudio）编写四季合唱團演唱的《An Angel Cried》。[113]
- 《美夢》是以碧昂斯未发行的样本《Wake Up》为基本改编。[114]
- 《道聲晚安》选录了2005年伊莫珍·希普写的歌曲《Goodnight and Go（英语：Goodnight and Go）》。
- 《美好将至》的时长5:22是为纪念发生于2017年5月22日的曼彻斯特竞技场爆炸事件，爱莉安娜希望以歌曲末尾的40秒无声向事件中的遇害者致敬。

## 製作人員
資料來自專輯內頁。
演唱
- 爱莉安娜·格兰德 – 主唱
- 法瑞尔·威廉姆斯 – 助阵演唱（2），伴唱（4，6）
- 妮琪·米娜 – 助阵演唱（3）
- 米西·艾略特（英语：Missy Elliott） – 助阵演唱（11）
- 瑞克·戈兰森（英语：Carolina_Liar#Rickard Göransson） – 吉他（5）
- 彼得·李·约翰逊 – 弦乐（12，14）
- 马克斯·马丁 – 电贝司（8，10），鼓乐（8，10），电子琴（8-10）（10）
- 伊利亚·萨尔曼扎德（英语：Ilya Salmanzadeh） – 伴唱（5，9），鼓乐（5，8-10），吉他（5，9），电子琴（5，8-10），电贝司（8-9），打击乐器（10）

制作
- 查尔斯·安德森 – 制作（13-14）
- 布莱恩·马利克·巴蒂斯特 – 制作（12）
- 科里·比斯 – 录音工程协助（1，8-10）
- 斯科特·布劳恩（英语：Scooter Braun） – 执行制作
- 汤米·布朗（英语：Tommy Brown (record producer)） – 制作（12-14）
- 安德鲁·科尔曼 – 录音（2，4，6-7，11），数字编辑（2，4，6-7，11），编曲（2，4，6-7，11）
- 克里斯·克劳福德 – 录音协助（3）
- 托马斯·库利森 – 录音协助（2，6-7，11，15）
- 奥布里·德莱恩 – 歌声录音（3）

- 雅各布·丹尼斯 – 录音工程协助（3，6）
- 斯科特·德马雷 – 混音协助（3）
- 科尔特·埃利斯 – 录音（11）
- 蜜西·艾莉特 – 录音（11）
- 伊恩·芬德利 – 录音协助（6）
- 罗宾·弗洛朗 – 混音协助（3）
- 迈克尔·福斯特 – 制作（13）
- 克里斯·加兰 – 混音协助（3）
- 塞班·根亚 – 混音（5，8-14）
- 爱莉安娜·格兰德 – 执行制作
- 哈特·冈瑟 – 录音协助（7）
- 约翰·哈内斯 – 混音协助（5，8-14）
- Hit-Boy（英语：Hit-Boy） – 制作（12）
- 萨姆·霍兰 – 录音（1，8-10）
- 克里斯·汗 – 录音协助（6）
- 大卫·金 – 录音协助（6）
- 迈克·拉尔森 – 录音（2-4，6-7，11，15），数字编辑（2-4，6-7，11，15），编曲（2-4，6-7，11，15），附加编制（3-4）
- 吉列尔莫·勒费尔德 – 录音协助（4）
- 杰里米·勒托拉 – 录音工程师协助（1，8-10）
- 曼尼·马罗金（英语：Manny Marroquin） – 混音（3）
- 馬克斯·馬丁 – 制作（1，8，10），编制（8，10）
- 兰迪·美林 – 母带
- 布兰登·莫拉夫斯基 – 录音工程师协助（3）
- 曼尼·帕克 – 录音协助（3）
- 诺亚·帕索沃伊 – 录音（9）
- 拉蒙·里瓦斯 – 录音工程师协助（3）
- 伊利亞·薩勒曼扎德（英语：Ilya Salmanzadeh） – 制作（1，5，8-10），混音（1），编制（5，8-10）
- 本·塞达诺 – 录音协助（2-3，6，11）
- 乔恩·谢尔 – 录音协助（4）
- 菲尔·谭 – 混音（2，4，6-7，11，15）
- 法瑞尔·威廉姆斯 – 制作（2-4，6-7，11，15）
- 比尔·齐默尔曼 – 附加工程（2，4，6-7，11，15）

设计和管理
- 迈克尔·亚历山大 – 国际市场
- 杰基·奥古斯都 – 数字市场
- 雷切尔·比斯迪 – 国际市场
- 斯庫特·布勞恩 – 管理
- 唐娜·克伦 – 市场
- 温迪·戈尔茨坦 – 藝人與製作部
- 蒂姆·来杰森 – 数字市场
- 肯尼斯·贾维斯三世 – 藝人與製作部协调
- 艾莉森·凯 – 管理
- 斯科特·马库斯 – 管理
- 戴夫·迈尔斯（英语：Dave Meyers (director)） – 摄影
- 亚伦罗·森伯格 – 法律代表
- 杰西卡·塞文 – 艺术指导，设计
- 布赖恩·撒尼克 – 国际市场

## 排行榜
| 排行榜（2018年）                          | 最高 排名 |
| ----------------------------------------- | --------- |
| 澳大利亞（ARIA專輯榜）                    | 1         |
| 奧地利（奧地利Ö3專輯榜）                  | 4         |
| 比利時法蘭德斯（Ultratop專輯榜）          | 1         |
| 比利時瓦隆（Ultratop專輯榜）              | 1         |
| 加拿大（《告示牌》Canadian Albums Chart） | 1         |
| 捷克（ČNS IFPI專輯榜）                    | 1         |
| 丹麥（Hitlisten專輯榜）                   | 2         |
| 荷蘭（MegaCharts專輯榜）                  | 1         |
| 芬蘭（Suomen virallinen lista專輯榜）     | 1         |
| 法國（SNEP專輯榜）                        | 2         |
| 德國（Offizielle Top 100專輯榜）          | 3         |
| 匈牙利（MAHASZ專輯榜）                    | 6         |
| 愛爾蘭（IRMA專輯榜）                      | 1         |
| 義大利（FIMI專輯榜）                      | 1         |
| 日本（Oricon專輯榜）                      | 5         |
| 紐西蘭（RMNZ專輯榜）                      | 1         |
| 挪威（VG-lista專輯榜）                    | 1         |
| 波蘭（ZPAV專輯榜）                        | 1         |
| 葡萄牙（AFP專輯榜）                       | 1         |
| 蘇格蘭（OCC專輯榜）                       | 1         |
| 韩国国际专辑榜（Gaon）                    | 24        |
| 西班牙（PROMUSICAE專輯榜）                | 1         |
| 瑞典（Sverigetopplistan專輯榜）           | 1         |
| 瑞士（Schweizer Hitparade專輯榜）         | 1         |
| 英國（OCC專輯榜）                         | 1         |
| 美国《公告牌》200榜                       | 1         |

## 销量认证
| 地區                                  | 认证 | 认证单位/销量 |
| ------------------------------------- | ---- | ------------- |
| 加拿大（加拿大音乐协会）              | 白金 | 80,000‡       |
| 新西兰（新西兰唱片音乐协会）          | 金   | 7,500‡        |
| 瑞典（瑞典唱片業協會）                | 金   | 15,000‡       |
| 英国（英国唱片业协会）                | 金   | 100,000‡      |
| *僅含認證的實際銷量 ^僅含認證的出貨量 |      |               |

## 发行历史
| 区域     | 日期           | 形式             | 厂牌      | 参文    |
| -------- | -------------- | ---------------- | --------- | ------- |
| 大多区域 | 2018年8月17日  | CD 数字下载 串流 | 聯眾 小岛 |         |
| 英国     | 2018年8月21日  | 卡带             | 小岛      | [ 145 ] |
| 大多区域 | 2018年10月15日 | 卡带             | 聯眾      | [ 146 ] |
| 大多区域 | 2018年11月     | 密纹唱片         | 聯眾      | [ 147 ] |